# Kyrillos Loukaris
 Der er flere personer med dette navn, se Kyrillos.
Kyrillos Loukaris (også omtalt som Cyril Lucaris og Cyril Lucar) (født 1572 på Kreta, død juni 1638) var en græsk teolog og gejstlig.
Loukaris studerede i Venedig og Padova, opholdt sig i længere tid i Nederlandene og i Schweiz, især i Geneve. Han blev patriark i Alexandria som Kyrillos 3. i 1602 og patriark af Konstantinopel som Kyrillos 1. i 1621. Han var det første betydningsfulde navn i den ortodokse kirke efter Konstantinopels fald i 1453 og havde som sådan stor indflydelse på dens historie i det 17. århundrede.
Loukaris var dog meget omstridt, da han ved breve stod i forbindelse med Vesten, og vilde reformere den græske kirke ved tilslutning til den kalvinske. 1628 forærede han Karl I af England det alexandrinske kodeks. Han forfattede en trosbekendelse, som han 1629 lod trykke på latin i Geneve og 1633 på græsk. Bekæmpet fra flere sider, både af græker og romer, men understøttet fra Holland og England, afsat fire gange, blev han 1638 anklaget som landsforræder og fængslet og kvalt af sultan Murad IV. Den græske kirke har på flere synoder udtalt sig mod Loukaris kætterier.